# 范爭一
范爭一（2001年1月27日—）是一名中國職業斯诺克選手。他於2017年贏得IBSF世界21岁以下斯诺克锦标赛，並於2018年轉為職業選手。他從2021-22賽季開始有了突破性發展，在2022年德国大师赛上首次進入排名賽的半準決賽，隨後在2022年歐洲大師賽決賽中以10-9擊敗當時的世界冠軍罗尼·奥沙利文，成為繼丁俊晖、梁文博、顏丙濤、赵心童之後，第五位獲得排名赛冠軍的中國內地選手。

## 職業生涯
范爭一出生於哈爾濱，五歲開始打司諾克。僅一年後，他就在全國青少年撞球錦標賽中獲得第五名。8歲時，他在全國青少年司諾克錦標賽中獲得第三名。14歲時，他前往新加坡參加2015年 Cuesports新加坡司諾克公開賽並闖入決賽，最終5-3敗給了當地選手馬文·林。

### 早期發展
2017年7月，范爭一在最後六局中赢了五局，以7-6击败头号种子罗弘昊，獲得在中国舉行的IBSF21歲以下世界司諾克锦标赛冠军。憑藉這場勝利，他獲得了兩年職業司諾克巡迴賽的主巡迴賽參賽卡。
他與张健康一同代表中國參加2018年世界司諾克團體杯，但在16強賽中以2-3敗給了印度隊。

### 2018/2019
該賽季開始時，范爭一年僅17岁，是2018-19賽季職業巡迴賽中最年輕的球員。他的首场比賽是在里加大師賽上以1-4輸給傑克·利索斯基，而他的首场勝利則是在國際錦標賽上以6-5戰勝他的練習搭檔呂昊天。然而他在賽季剩餘的對戰中只取得了一場勝利，並在世錦賽上以5-10輸給了克里斯·韋克林作結。

### 2019/2020
范爭一參加了在西安市舉行的2019年中國全國錦標賽，他以三號種子參賽，但在第三輪以4-2輸給了金龍。不過他也在比赛中打出了單桿最高的143分。
范在2019-20賽季的最佳表現是在英格蘭公開賽上。以4-3險勝萊利·帕森斯后，他迎戰克里斯·韋克林。對戰3-3打平，最后一局以重新放置的黑球決勝負。在雙方各失誤一次後，范將球打進，首次進入32強，不過隨後被肖恩·墨菲以0-4淘汰。
隨著新冠肺炎疫情爆發，賽季暫停。范爭一是四名留在英國的中國選手之一，但因疫情封控而無法訓練。爾後他參加了重新安排的世界錦標賽，在第一輪以6-4擊退業餘選手迪倫·埃默里 (Dylan Emery) 。他在第二輪對陣多米尼克·戴爾的比賽中展現了出色的進攻，并一度以4-3領先，但最終被4-6逆轉。這場敗局導致他的賽季排名僅至92名，退出了巡迴賽。
為了重新回到巡迴賽，范爭一参加了2020年的Q school比賽。他在第一場賽事以7勝0負的成績晉級，接著在決賽中以4-2擊敗兩屆排名賽冠軍迈克尔·怀特，從而獲得2020-21賽季和2021-22賽季的參賽資格。

### 2020/2021
范參加了2020-21賽季的首場比賽，在冠军联赛小组赛中对阵賈德·川普、在擊敗大衛·利利 (David Lilley)、與阿倫·麥克馬納斯打平，他位居小組第二名。此后他連輸了6場比賽。他在5局3勝制以上的比赛中唯一一次勝利是在世界錦標賽上以6-4擊退扎克·蘇雷蒂 (Zak Surety)。他本賽季的最終排名為118名。

### 2021/2022
2021賽季結束後，范時隔18个月首次回國。他參加了在西安市舉行的中國城市團體賽，與赵心童和李行代表陕西參賽，他們在半準決賽被最中的冠軍上海隊擊敗。
他在2021-22賽季開賽以4負1勝敗給業餘選手大衛·利利 (David Lilley) 。不過隨後他在德國大師賽資格賽第一輪中以5-3打敗了塔猜亚·乌诺，這是他首次戰勝排名前20的選手。第二輪他以5-4擊敗鲁宁，得以在柏林藤普杜音樂廳參加正賽，他在正赛打敗了利亞姆·海菲爾德和安德鲁·希金森等對手，但在半準決賽中以0-5輸給馬克·艾倫。
在歐洲大師賽上，范争一造就了他迄今爲止在排名賽中的最佳表現，晉級過程擊敗了包括奇倫·威爾森、顏丙濤、大衛·吉爾伯特和格林美·杜特等隊手，首次闖入排名賽決賽。 他的對手是當時已拿下六屆世界冠軍的羅尼·奥沙利文。范爭一以在前三場以4-2、6-4和8-6皆領先兩局，但奧沙利文都會在下局扳平。最後一局范以9比8領先，但然而奧沙利文再次扳平比分，進入決勝局。在決勝局中奥沙利文錯失長台紅球后，范爭一打出單桿92分，以10-9勝利，赢得了他的第一個冠軍。范爭一也成为繼丁俊暉、梁文博、顏丙濤和趙心童之后，第五位贏得排名賽冠軍的中國內地選手。 

### 2022/23
2022年11月，他打敗了尼爾·羅伯森和賴恩·戴爾，晉級冠中冠準決賽。 
2023年4月，范爭一在最後一輪資格賽中以10比6擊敗史提芬·麥佳亞，首次晉級在雪菲爾克魯斯堡劇院舉辦的世界司諾克錦標賽。

### 2024/25
他在2024年6月於莱斯特舉行的冠軍聯賽循環賽中以三連勝展開新的賽季，並位居小組第一

## 個人軼事與生活
儘管在中國青少年和業餘賽事中以得分高出名，范爭一成爲職業球員的頭三年卻沒有打出任何單桿破百。在接受劉崧採訪時他透露自己是有意避免打出破百，並希望自己職業生涯的第一個百分能達到147。在2021世錦賽對陣扎克·蘇雷蒂 (Zak Surety) 比賽中，他差點實現此目標，但在剩餘球位置良好的情况下，他未能將第13顆紅球成功入袋。此後，他就放棄了這個計畫。
賽季期間，他與另一位選手斯佳輝合住於雪菲爾一處房子。 截至2024年7月，他在丁俊暉的俱樂部訓練。

## 生涯決賽

### 排名決賽：1次（1項冠軍）
| 結果 | No. | 年份 | 賽事       | 對手          | 比分 |
| ---- | --- | ---- | ---------- | ------------- | ---- |
| 冠軍 | 1.  | 2022 | 歐洲大師賽 | 羅尼·奧沙利文 | 10–9 |

### 職業業餘混合決賽：1次
| 結果 | No. | 年份 | 賽事               | 對手    | 比分 |
| ---- | --- | ---- | ------------------ | ------- | ---- |
| 亞軍 | 1.  | 2015 | 新加坡司諾克公開賽 | 馬文·林 | 3–5  |

### 業餘決賽：2次（1項冠軍）
| 結果 | No. | 年份 | 賽事                         | 對手   | 比分 |
| ---- | --- | ---- | ---------------------------- | ------ | ---- |
| 亞軍 | 1.  | 2017 | ACBS亞洲21歲以下司諾克錦標賽 | 袁思俊 | 2–6  |
| 冠軍 | 1.  | 2017 | IBSF21歲以下世界司諾克錦標賽 | 羅弘昊 | 7–6  |